# East Freedom
East Freedom est une census-designated place située dans le comté de Blair, dans le Commonwealth de Pennsylvanie, aux États-Unis. Sa population s’élevait à 972 habitants lors du recensement de 2010.